# Operazione Stoneage
Operazione Stoneage o Stone Age fu il nome in codice di un'operazione di rifornimento dell'isola di Malta durante la seconda guerra mondiale, portata a termine da un convoglio navale britannico salpato dall'Egitto il 16 novembre 1942 e arrivato a destinazione il 20 novembre 1942.
Il convoglio consisteva di quattro mercantili carichi di rifornimenti e una scorta di unità della Royal Navy composta da cinque incrociatori e 17 cacciatorpediniere; durante la traversata le unità britanniche subirono vari attacchi aerei a opera di velivoli della Luftwaffe tedesca, i quali danneggiarono seriamente l'incrociatore HMS Arethusa ma senza riuscire a impedire che tutti i rifornimenti trasportati giungessero a destinazione.
La completa riuscita dell'operazione Stoneage, il primo convoglio a raggiungere intatto Malta da diversi mesi a questa parte, fu considerata come la fine simbolica dell'assedio stretto sull'isola dalle Potenze dell'Asse fin dal giugno 1940.

## Antefatti
Posta al centro del mar Mediterraneo, l'isola di Malta rivestiva una posizione strategica fin dall'avvio delle operazioni belliche nel teatro nel giugno 1940. Se in una prima fase l'isola era stata fondamentalmente lasciata indifesa dai britannici per via della sua posizione troppo esposta, la sua mancata invasione da parte delle forze italiane convinse il governo di Londra a sfruttare Malta come perno per la sua strategia offensiva nel Mediterraneo centrale: dalle basi allestite sull'isola gli aerei, le navi e i sommergibili della Royal Navy e della Royal Air Force potevano insidiare le vitali rotte di collegamento navali che consentivano alle Potenze dell'Asse di rifornire le proprie truppe schierate in territorio libico, impegnate nei difficili scontri del fronte nordafricano. La minaccia che le forze britanniche rappresentavano per i convogli italo-tedeschi andò crescendo sempre di più, arrivando spesso a tranciare le linee di rifornimento in momenti critici per gli scontri nel deserto libico-egiziano.
Il rovescio della medaglia di questa strategia era che i britannici dovevano a loro volta provvedere a recapitare a Malta non solo i beni essenziali che consentivano alla popolazione locale di sopravvivere, ma anche tutti i rifornimenti necessari a fare dell'isola un'attiva base militare. Questa attività di rifornimento era come ovvio oggetto di azioni di contrasto da parte delle forze navali e aeree dell'Asse, obbligando i britannici a impegnarsi a fondo per portare i rifornimenti a destinazione: piccoli quantitativi di materiale potevano essere recapitati in maniera furtiva da sommergibili e unità navali veloci, ma il trasporto di grosse quantità di uomini ed equipaggiamenti richiedeva l'invio di convogli navali di mercantili scortati dalle unità da guerra della Force H di Gibilterra e della Mediterranean Fleet di base ad Alessandria d'Egitto; questi convogli non potevano essere occultati più di tanto alla ricognizione nemica, e finivano inevitabilmente per attirare grossi attacchi.
Il momento peggiore per le operazioni di rifornimento di Malta fu il primo semestre del 1942. Il contrasto da parte delle forze dell'Asse nel corso della seconda battaglia della Sirte (22 marzo), della battaglia di mezzo giugno (12-16 giugno) e della battaglia di mezzo agosto (11-13 agosto) causò così tante perdite alle forze alleate che il comando britannico annullò l'invio di altri convogli verso Malta fino a che la situazione strategica sulle sponde del Mediterraneo non fosse cambiata; nello stesso periodo, l'arrivo in teatro di forti contingenti aerei della Luftwaffe tedesca consentì di mantenere una pressione costante sull'isola, minacciando di farla capitolare. Il momento favorevole non fu però sfruttato a pieno dall'Asse, e Malta rimase in mani britanniche: il richiamo delle forze aeree tedesche dal Mediterraneo a favore del fronte orientale portò a un allentamento della pressione sull'isola, mentre tra la fine di ottobre e l'inizio di novembre 1942 la situazione strategica generale mutò a favore degli Alleati grazie alla vittoria delle forze britanniche nella seconda battaglia di El Alamein e allo sbarco dei reparti anglo-statunitensi in Marocco e Algeria (operazione Torch). Visto il momento favorevole, con le forze italo-tedesche ricacciate a est dall'Egitto e pressate a ovest dal nuovo fronte aperto al confine tra Algeria e Tunisia, il comando britannico ritenne giunta l'ora per tentare l'invio di un nuovo convoglio verso Malta.

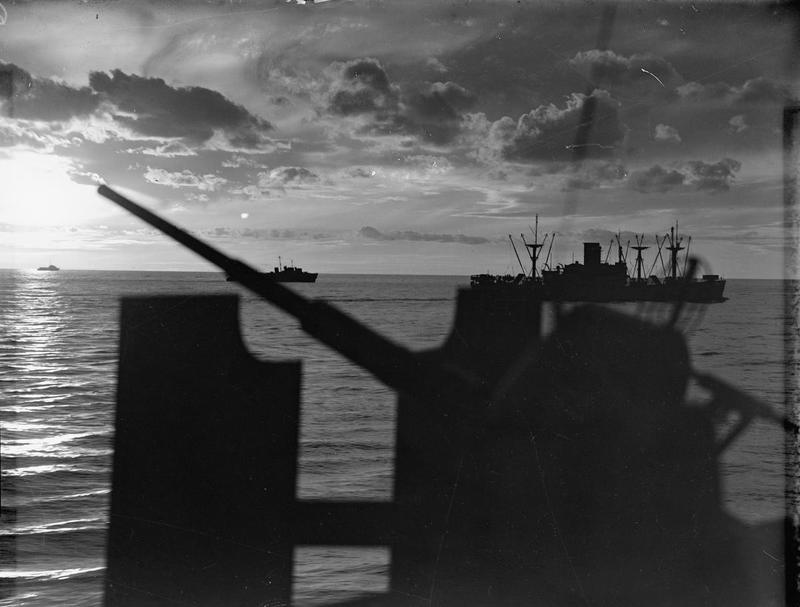
Un convoglio in rotta per Malta fotografato da bordo dell'incrociatore Euryalus

## Forze in campo

### Il convoglio
All'inizio di novembre 1942 il comando della Mediterranean Fleet iniziò, sotto il nome in codice di "operazione Stoneage", i preparativi per l'invio del convoglio verso Malta; l'autorizzazione a dare il via all'operazione arrivò tuttavia solo dopo che la Eighth Army britannica ebbe invaso la Cirenaica provenendo dall'Egitto ed ebbe occupato gli importanti capi d'aviazione dell'Asse allestiti nei dintorni di Tobruch, alleggerendo la minaccia che le forze aeree nemiche potevano rappresentare per il convoglio. Designato con la sigla MW 13, il convoglio si componeva di quattro navi mercantili: l'olandese Bantam (o Bantan), il britannico Denbighshire e gli statunitensi Mormacmoon e Robin Locksley. Per massimizzare la sicurezza, i mercantili furono radunati e caricati a Porto Sudan sul Mar Rosso, entrando poi nel Mediterraneo via canale di Suez e raggiungendo il 16 novembre lo scalo di Porto Said, dove si unirono a una formazione di unità della Mediterranean Fleet composta dall'incrociatore leggero HMS Euryalus e dai sette cacciatorpediniere della 14th Destroyer Flotilla (HMS Jervis, HMS Javelin, HMS Kelvin, HMS Nubian, HMS Pakenham, HMS Paladin e HMS Petard).

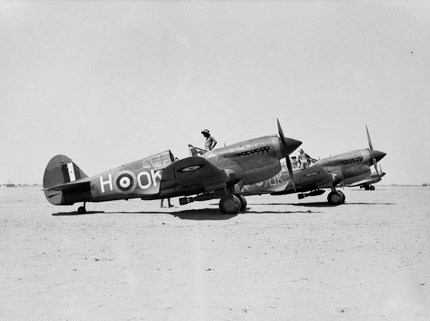
Caccia Kittyhawk del No. 450 Squadron della RAAF in una base nel deserto libico-egiziano

Il convoglio MW 13 lasciò Porto Said nel pomeriggio del 16 novembre, iniziando il viaggio verso est alla volta di Malta. Il convoglio doveva tenersi a circa 40 miglia a settentrione della costa del Nordafrica e procedere in modo da trovarsi all'altezza di Bengasi al tramonto del 18 novembre; l'ultimo tratto del percorso, compreso tra la punta settentrionale della Cirenaica e Malta, sarebbe stato condotto con il favore del buio: in questo modo, prima del tramonto del 18 novembre il convoglio sarebbe stato coperto dalle forze aeree alleate di stanza nella base di Gambut al confine tra Cirenaica ed Egitto, mentre a partire dall'alba del 19 novembre si sarebbe trovato nel raggio d'azione dei velivoli dislocati a Malta. Per garantire la copertura aerea del convoglio, la Royal Navy e la RAF stabilirono appositamente per l'operazione Stoneage un centro di coordinamento congiunto presso la sede del No. 201 Naval Co-operation Group; quest'ultimo (composto tanto di unità della RAF e della Fleet Air Arm britanniche quanto da velivoli della Royal Australian Air Force e della South African Air Force) poteva mettere in campo per l'operazione tre squadriglie per la ricognizione a lungo raggio, tre per le operazioni anti-sommergibili (di cui uno con velivoli dotati di radar) e quattro per le operazioni di bombardamento e aerosiluramento contro navi di superficie (di cui uno con velivoli dotati di radar), oltre a un gruppo di bombardieri Consolidated B-24 Liberator dell'USAAF di base a Gambut. La Desert Air Force del vice maresciallo dell'aria Arthur Coningham avrebbe fornito i caccia per la protezione a corta distanza a partire dalle basi nel Nordafrica, mentre a Malta si trovavano tre squadriglie di caccia a lungo raggio e cinque di caccia a corto raggio; infine, i bombardieri notturni della RAF di stanza a Malta avrebbero condotto incursioni contro le basi aeree dell'Asse in Sicilia nella notte tra il 19 e il 20 novembre per proteggere l'avvicinamento finale del convoglio all'isola.
La mattina del 17 novembre, con i mercantili del MW 13 giunti all'altezza di Alessandria, i cacciatorpediniere della 14th Destroyer Flotilla si separarono dal convoglio e furono sostituiti dai dieci cacciatorpediniere di scorta della 12th Destroyer Flotilla: i britannici HMS Aldenham, HMS Beaufort, HMS Belvoir, HMS Croome, HMS Dulverton, HMS Exmoor, HMS Hurworth, HMS Hursley e HMS Tetcott e il greco Pindos, che con l'incrociatore Euryalus andarono a formare la scorta diretta del convoglio. I cacciatorpediniere della 14th Flotilla entrarono ad Alessandria, sortendone poi verso le 13:00 di quello stesso 17 novembre unitamente ai quattro incrociatori leggeri del 15th Cruiser Squadron (HMS Cleopatra, HMS Arethusa, HMS Orion e HMS Dido), che avrebbero formato la scorta a distanza del MW 13; il comandante del 15th Squadron, contrammiraglio Arthur Power, dirigeva le operazioni di scorta da bordo del Cleopatra. Le unità di Power rappresentavano più o meno quanto restava della forza da combattimento di prima linea della Mediterranean Fleet: non era stato possibile per i britannici ripianare del tutto le pesanti perdite patite dalla flotta nei mesi precedenti, vista la contemporanea necessità di rinforzare i ranghi della Eastern Fleet impegnata ad affrontare i giapponesi nell'oceano Indiano.

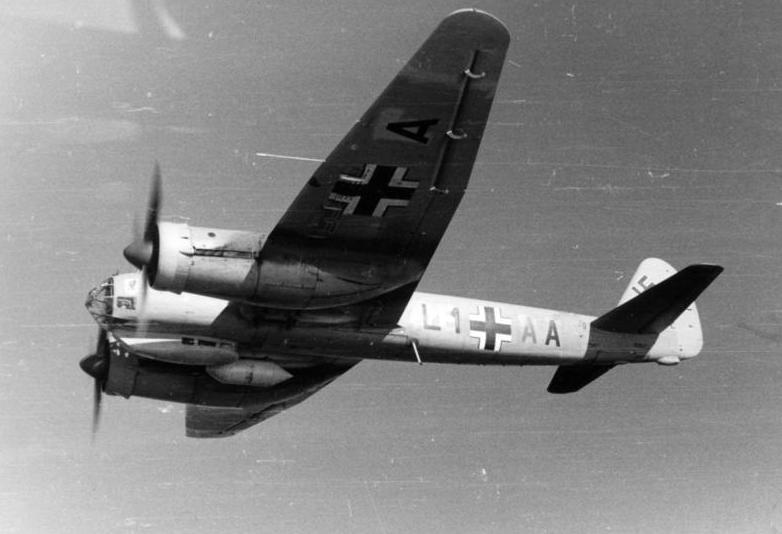
Un bombardiere Junker Ju 88 tedesco in volo

### Le forze dell'Asse
Vista la debolezza della scorta di superficie i britannici temevano un possibile scontro con la flotta da battaglia italiana, che nel novembre 1942 aveva in linea tre moderne navi da battaglia della classe Littorio, tre corazzate rimodernate della prima guerra mondiale (ormai non più bellicamente efficienti), due incrociatori pesanti e cinque leggeri. Questo timore si rivelò infondato: la flotta da battaglia della Regia Marina aveva un'operatività limitata a causa della sempre più grave carenza di nafta con cui rifornirla, e per quanto Supermarina avesse dislocato le tre Littorio a Napoli e una divisione di incrociatori a Messina per eventuali operazioni contro i convogli alleati queste unità rimasero in porto in attesa di condizioni più favorevoli a un loro impiego, poi mai verificatesi. In aggiunta, dopo gli sbarchi dell'operazione Torch l'attenzione delle forze subacquee dell'Asse era stata dirottata verso le coste dell'Algeria, lasciando solo un pugno di battelli dislocati nel Mediterraneo orientale.
La minaccia maggiore per il convoglio veniva dalle forze aeree dell'Asse, in particolare i bombardieri e gli aerosiluranti del II. e X. Fliegerkorps della Luftwaffe, di stanza nelle basi aeree della Sicilia e di Creta e agli ordini del feldmaresciallo Albert Kesselring. L'operatività dei velivoli dell'Asse contro i convogli britannici era tuttavia limitata dalla carenza di carburante, dalla perdita delle basi in Cirenaica e dalla necessità di supportare i reparti a terra nella loro ritirata dalla Libia alla Tunisia.

## L'operazione

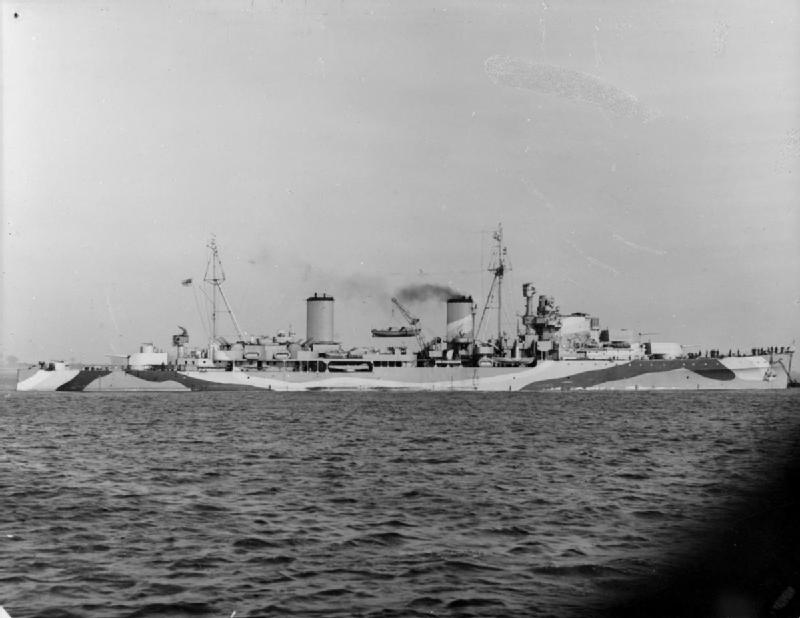
L'incrociatore Arethusa in una foto dell'aprile 1942

Alle 07:00 del 18 novembre la squadra di incrociatori di Power si ricongiunse al MW 13 all'altezza di Tobruch; velivoli Bristol Blenheim, Lockheed Hudson e Fairey Swordfish fornivano pattuglie aeree diurne e notturne a protezione del convoglio da attacchi di sommergibili. La navigazione del convoglio procedette tranquilla fin verso le 11:00, quando una formazione di bombardieri Junkers Ju 88 tedeschi tentò di portarsi all'attacco: i velivoli della Luftwaffe furono però affrontati dai caccia Curtiss Kittyhawk del No. 450 Squadron australiano e costretti a ritirarsi senza aver potuto sganciare alcuna bomba ai danni delle navi britanniche.
Intorno alle 17:00 gli incrociatori del 15th Squadron e i cacciatorpediniere della 14th Flotilla si separarono dal convoglio e andarono a posizionarsi a nord di esso, frapponendosi tra i mercantili e un'eventuale flotta nemica che fosse sortita dai porti italiani. Un'ora più tardi, mentre il sole era ormai al tramonto, alcuni aerosiluranti tedeschi mossero all'attacco delle navi di Power e un siluro centrò in pieno l'incrociatore Arethusa: l'ordigno esplose sul lato sinistro della nave, aprendo un vasto squarcio nello scafo da cui l'acqua allagò i locali interni; carburante sparso ovunque dallo scoppio appiccò vasti incendi nella sezione di prua, che furono domati del tutto solo nelle prime ore del 19 novembre. Fortemente sbandato, immobile e con 156 morti e 42 feriti a bordo, l'Arethusa dovette essere lasciato indietro dalla formazione con la protezione dei cacciatorpediniere Jervis, Javelin e Petard; dopo essere stato preso al rimorchio dal Petard, l'Arethusa iniziò a rientrare lentamente verso Alessandria dove arrivò il 21 novembre.
Intorno alle 19:00 due aerosiluranti tedeschi lanciarono un attacco alle navi del convoglio, ma non ottennero alcun centro; la navigazione notturna del MW 13 si svolse per il resto senza altri eventi, e all'alba del 19 novembre Power riportò gli incrociatori della scorta a distanza più vicino al convoglio. I britannici si trovavano ormai nel raggio d'azione dell'aviazione di Malta, e pattuglie di caccia Bristol Beaufighter e Supermarine Spitfire decollate dall'isola presero ad alternarsi sopra al convoglio; la coordinazione tra navi e velivoli fu molto migliorata dall'adozione di radiotelefoni VHF per le comunicazioni. Intorno alle 14:00 Power lasciò il convoglio, ormai giunto a 40 miglia da Malta e al sicuro da attacchi della flotta italiana, e rientrò verso Alessandria con gli incrociatori della scorta a distanza; senza essere molestato dal nemico, il MW 13 raggiunse quindi il Porto Grande di Malta alle 03:00 del 20 novembre iniziando subito le operazioni di scarico dei mercantili. Con il rientro degli incrociatori di Power ad Alessandria la mattina del 21 novembre l'operazione Stoneage poté dirsi pienamente conclusa.

## Conseguenze
Il convoglio MW 13 portò a destinazione 31 250 tonnellate di vettovaglie e rifornimenti vari, più che sufficienti a soddisfare le necessità di Malta almeno fino al gennaio 1943; dall'inizio del 1942 era la prima volta che un convoglio di rifornimenti riusciva a sbarcare l'intero suo carico nell'isola. Il prezzo da pagare per far giungere il convoglio a destinazione fu straordinariamente ridotto, se paragonato alle pesanti perdite riportare in precedenza: l'incrociatore Arethusa fu l'unica unità britannica a riportare danni, rimanendo fuori servizio per le riparazioni fino all'aprile 1944.
La riuscita dell'operazione di Stoneage fu considerata come fine simbolica dell'assedio dell'Asse a Malta: non tanto per la quantità di rifornimenti consegnata, quanto per il fatto che ormai le forze aeree e navali italo-tedesche non erano più in grado di impedire i movimenti navali degli Alleati nel Mediterraneo centrale. Lo stesso giorno dell'arrivo del convoglio a Malta, la Eighth Army britannica prese Bengasi in Cirenaica, mentre il 21 gennaio 1943 gli Alleati presero Tripoli assicurandosi il controllo dell'intera linea costiera libica; da questo momento in poi i convogli di rifornimento per Malta non subirono più di tanto le azioni offensive dell'Asse, ormai ridotte al lumicino: il 5 dicembre, nell'ambito dell'operazione Portcullis, un convoglio di cinque mercantili e una petroliera raggiunse Malta da Alessandria senza che nessuna delle unità che lo componeva subisse danni nella traversata.
Con i rifornimenti sicuri, Malta poteva tornare a giocare appieno il ruolo di punto d'appoggio per le operazioni offensive degli Alleati nel Mediterraneo centrale: i sommergibili britannici furono liberati dalla necessità di essere impiegati nel recapito di rifornimenti urgenti per l'isola e tornarono a concentrarsi unicamente nell'attacco ai convogli dell'Asse, unitamente agli incrociatori e ai cacciatorpediniere della ricostituita Force K tornata a stanziarsi nei porti di Malta. Queste forze rappresentarono quindi la branca orientale della tenaglia alleata stretta sui convogli che tentavano di rifornire il nuovo fronte italo-tedesco in Tunisia, rendendo ben presto intenibile la posizione delle forze dell'Asse in Nordafrica.